# The 1999 Party Tour
The 1999 Party Tour è un album live dei Man, pubblicato dalla Point Records nel luglio 1997. Il disco fu registrato dal vivo il 21 marzo del 1974 (erroneamente sulla copertina è riportata come data l'aprile 1974) a Chicago, Illinois (Stati Uniti).

## Tracce
1. 7171 551 – 10:32 (Deke Leonard)
2. Romain – 7:41 (C. John, D. Leonard, M. Ace, M. Jones, T. Williams)
3. It's a Hard Way to Live – 3:19 (Deke Leonard)
4. C'mon – 24:22 (C. John, M. Jones, P. Ryan, T. Williams)
5. Spunk Rock – 14:35 (C. John, D. Leonard, M. Ace, M. Jones, T. Williams)

## Musicisti
- Micky Jones - chitarra, voce
- Deke Leonard - chitarra, voce
- Ken Whaley - basso
- Terry Williams - batteria